# La falce dell'ultimo quarto
La falce dell’ultimo quarto è il quarto romanzo di Piero Meldini. È stato pubblicato dalla casa editrice Mondadori nel 2004. Ha vinto il Premio biennale Bigiaretti Matelica, il Premio Chiavari ed è stato finalista al Premio Viareggio.

## Trama
Il romanzo è ambientato in una città dello Stato Pontificio di cui non è fatto il nome, ma che è inequivocabilmente Rimini, nel periodo della Restaurazione, e più precisamente negli anni 1828-1829. Il protagonista è un ricco mercante di granaglie prossimo ai sessant’anni, Bartolomeo Bartolini, un uomo socievole, esuberante e sanguigno che ama la buona tavola, il buon vino e le belle donne. Ha un figlio di ventisei anni, Orfeo, che è il suo esatto contrario: di temperamento solitario e malinconico, questi vive appartato, senza amici né amori, leggendo e suonando il flauto. Quel che è peggio, non mostra alcuna attitudine per gli affari.
Il discendente in cui Bartolomeo si riconosce è il nipote Giacomo, di ventitré anni, figlio del defunto fratello gemello. All’orfano Bartolomeo ha fatto da padre e tale si considera. Giacomo ha infatti il suo stesso carattere esuberante e i suoi stessi gusti. È purtroppo anche uno scavezzacollo che, proprio all’inizio del romanzo, fugge a Bologna in compagnia di una cantante dai capelli rossi e con in tasca la grossa somma che lo zio gli ha affidato.
Sia il figlio chiuso e timoroso che il nipote inquieto e scapestrato sono, per ragioni opposte, fonte di continue preoccupazioni per Bartolomeo. L’arma che egli usa è il proprio testamento che, a seconda della piega che prendono gli eventi, modifica di continuo, premiando e punendo ora l’uno ora l’altro erede. Le cose, però, andranno a finire in tutt’altro modo che quello immaginato e predisposto dal mercante, e il romanzo si rivela, alla fine, una sorta di apologo sulla fragilità dei progetti umani.